# Dalsland
Dalsland is een van de zogenoemde Zweedse landschappen. Het ligt in de Zuid-Zweedse regio Götaland tussen de Noorse grens en het Vänermeer. Dalsland behoort voor het grootste gedeelte tot de provincie Västra Götalands län.

## Bestuur
De Zweedse landschappen hebben geen bestuurlijke functie. Dalsland vormde tot 1999 het noordelijk gedeelte van de provincie Älvsborgs län. Deze provincie ging in 1999 op in de nieuwe provincie Västra Götalands län. Het kleine en vrij dunbevolkte gebied Dalboredden, dat in het uiterste noorden van Dalsland ligt, hoort bij de provincie Värmlands län.

## Geografie

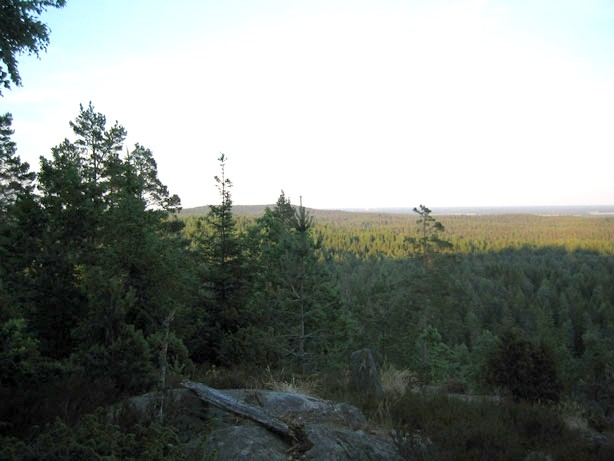
Uitzicht vanaf de Kroppefjäll

Dalsland bestaat voor een groot deel uit bos. Ongeveer 66% van Dalsland is bebost en ongeveer 25% bestaat uit landbouwgrond. Ook is Dalsland een van de waterrijkste landschappen van Zweden. Er zijn vele vaak langgerekte meren te vinden en een groot deel van het Vänermeer, het grootste meer van Zweden, behoort ook tot Dalsland.
Het landschap wordt vaak Zweden in het klein genoemd, dit naar een uitspraak van prins Eugenius van Zweden, doelend op de geografische diversiteit van Dalsland.
Een groot deel van Dalsland is heuvelachtig, met als hoogste punt de 302 meter boven de zeespiegel gelegen Baljåsen. Tussen het plateau en natuurgebied Kroppefjäll in het westen en het Vänermeer in het oosten ligt het wat vlakkere lagergelegen gebied Dalboslätten. Een groot deel van deze vlakte bestaat uit akkergrond.
Dalsland is een dunbevolkt gebied. De gemiddelde bevolkingsdichtheid ligt op ongeveer 11 inwoners per km². Er zijn geen plaatsen met meer dan 10.000 inwoners in Dalsland. De grootste en enige stad in het landschap is Åmål met ongeveer 9400 inwoners.
In Dalsland ligt het nationaal park Tresticklan. Ook liggen er verschillende natuurreservaten in het gebied. Door Dalsland stroomt het tussen 1864 en 1868 gebouwde Dalslandkanaal. Dit kanaal is ongeveer 250 kilometer lang. Slechts tien kilometer is door mensen gegraven, de rest bestaat uit rivieren en meren die al bestonden.
Ångermanland · Blekinge · Bohuslän · Dalarna · Dalsland · Gästrikland · Gotland · Halland · Hälsingland · Härjedalen · Jämtland · Lapland · Medelpad · Närke · Norrbotten · Öland · Östergötland · Skåne · Småland · Södermanland · Uppland · Värmland · Västerbotten · Västergötland · Västmanland